# Kabinett Yamamoto I
Das erste Kabinett Yamamoto (jap. 第1次山本内閣, dai-ichi-ji Yamamoto naikaku) regierte Japan von 1913 bis 1914. Das Vorgängerkabinett Katsura war im Februar 1913 angesichts von Massendemonstrationen der (ersten) „Bewegung zum Schutz der Verfassung“ (goken undō) und mangelnder Unterstützung im Unterhaus des Reichstags zurückgetreten. Zum Nachfolger als Premierminister wurde am 20. Februar 1913 Admiral Graf Yamamoto Gonnohyōe ernannt. Yamamoto gehörte zur Satsuma-Clique und stützte sich im Unterhaus auf die [Rikken] Seiyūkai („[Konstitutionelle] Vereinigung politischer Freunde“). Der führende Seiyūkai-Politiker Hara Takashi erhielt das Innenministerium. Weitere bürgerliche Minister waren Justizminister Matsuda und Kommunikationsminister Motoda.
Über den Siemens-Skandal um konkurrierende Bestechungsgelder von Siemens und Vickers für den Auftrag zum Bau des Schlachtkreuzers Kongō erklärte das Kabinett im März 1914 seinen Rücktritt. Zum Nachfolger als Premierminister nominierten die Genrō Ōkuma Shigenobu, der sich im Gegensatz zu Yamamoto auf das Heer, das [Rikken] Dōshikai („[Konstitutionelle] Vereinigung von Gleichgesinnten“) im Unterhaus und die parteienfeindliche Herrenhausmehrheit um Yamagata Aritomo stützen konnte. Auf diese Weise versuchten Yamagata und Inoue Kaoru, die Vormachtstellung einer Allianz der Satsuma-Clique mit der Marine und der Seiyūkai-Mehrheit im bürgerlichen Unterhaus zu verhindern.
Ōkuma und sein zweites Kabinett wurden am 16. April 1914 ernannt.
| Amt                                    | Name                                                   | Parlamentskammer (Wahlkreis/Methode) | Partei/Gruppierung                   |
| -------------------------------------- | ------------------------------------------------------ | ------------------------------------ | ------------------------------------ |
| Premierminister                        | Admiral Graf Yamamoto Gonnohyōe                        | –                                    | Satsuma-Clique/Marine                |
| Außenminister                          | Baron Makino Nobuaki                                   | –                                    | Satsuma-Clique/Ministerialbürokratie |
| Innenminister                          | Hara Takashi                                           | Shūgiin (Iwate, Stadt Morioka)       | Seiyūkai                             |
| Finanzminister                         | Baron Takahashi Korekiyo                               | Kizokuin                             | →Seiyūkai                            |
| Heeresminister                         | Generalmajor Baron Kigoshi Yasutsuna bis 24. Juni 1913 | –                                    | Heer                                 |
| Heeresminister                         | Generalleutnant Kusunose Yukihiko ab 24. Juni 1913     | –                                    | Heer                                 |
| Marineminister                         | Admiral Baron Saitō Makoto                             | –                                    | Satsuma-Clique/Marine                |
| Justizminister                         | Matsuda Masahisa bis 11. November 1913                 | Shūgiin (Saga-Land)                  | Seiyūkai                             |
| Justizminister                         | Okuda Yoshito (bzw. Okuda Gijin) ab 11. November 1913  | Kizokuin                             | Seiyūkai/Ministerialbürokratie       |
| Kultusminister                         | Okuda Yoshito/Gijin bis 6. März 1914                   | Kizokuin                             | Seiyūkai/Ministerialbürokratie       |
| Kultusminister                         | Ōoka Ikuzō ab 6. März 1914                             | Shūgiin (Yamaguchi-Land)             | Seiyūkai                             |
| Minister für Landwirtschaft und Handel | Yamamoto Tatsuo                                        | Kizokuin                             | Seiyūkai-nah                         |
| Kommunikationsminister                 | Motoda Hajime                                          | Shūgiin (Ōita)                       | Seiyūkai                             |
| Leiter des Kabinettssekretariats       | Yamanouchi Kazuji                                      | Kizokuin (ab 1914)                   |                                      |
| Leiter des Legislativbüros             | Okano Keijirō bis 20. September 1913                   |                                      |                                      |
| Leiter des Legislativbüros             | Kuratomi Yūzaburō ab 20. September 1913                |                                      |                                      |